# Jezioro Sulejowskie

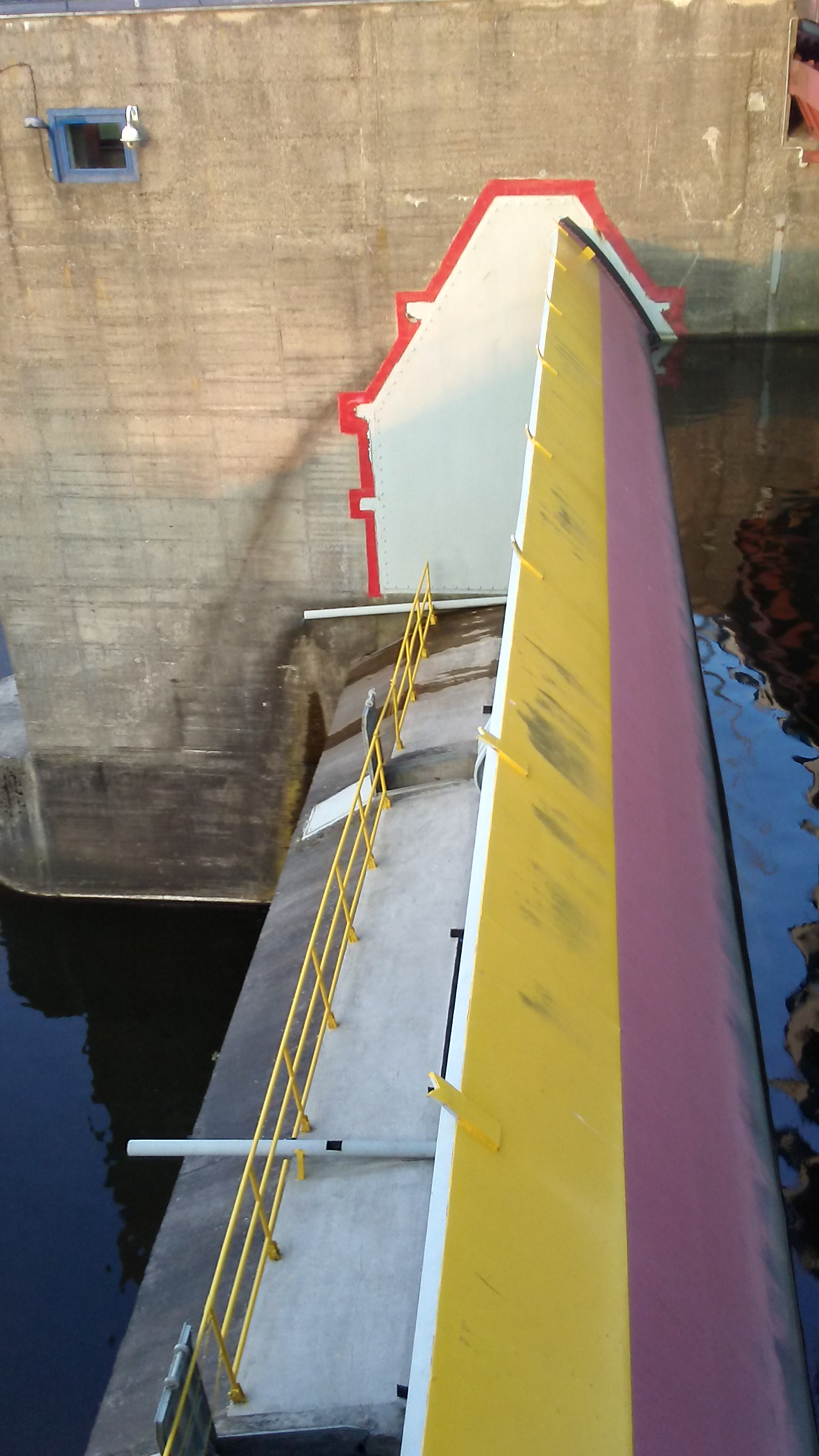
Jedna ze śluz zapory wodnej

Jezioro Sulejowskie (Zbiornik Sulejowski, Zalew Sulejowski) – sztucznie utworzony zbiornik wodny o powierzchni 27 km² położony w województwie łódzkim. Po Jeziorsku, drugi co do wielkości zbiornik wodny województwa.  Oddalony 7 km od 60-tysięcznego Tomaszowa Mazowieckiego, 21 km od Piotrkowa Trybunalskiego, 57 km od Łodzi i 120 km od Warszawy. 11 km od trasy ekspresowej S8 i 28 km od autostrady A1.

## Historia
Zbiornik powstał w latach 1969–1974 w wyniku przegrodzenia rzeki Pilicy we wsi Smardzewice, na 139. kilometrze Pilicy od jej ujścia, na granicy ówczesnych województw łódzkiego i kieleckiego. Powstała tam betonowo-ziemna zapora o długości 1200 m i wysokości 16 m, która przyczyniła się do powstania zbiornika o powierzchni 2700 ha. Linia brzegowa zbiornika wynosi 58 km, z czego 11 km znajduje się na terenie gminy Wolbórz. Zasilany jest przez dwie rzeki: Pilicę i Luciążę.

### Główne źródło wody dla Łodzi
Zalew Sulejowski budowano z myślą o Łodzi
Plany utworzenia zbiornika wodnego na rzece Pilicy w okolicach Sulejowa sięgają połowy lat 60. XX wieku. Istniejące ujęcia wody zlokalizowane w Łodzi i jej obrębie oraz w Tomaszowie Mazowieckim przestały zaspokajać potrzeby mieszkańców i przemysłu. Doszło nawet do racjonowania wody.
Hasło „Woda dla Łodzi” widniało na transparentach przy budowie tamy spiętrzającej Pilicę i przy karczowaniu terenów przewidzianych do zalania. Nowo budowany zalew zaporowy połączono z Łodzią potężnym rurociągiem. Początkowy jego odcinek, prowadzący do stacji uzdatniania w Kalinku, to stalowa rura o długości 36,6 km i średnicy 1,60 m. Jeszcze potężniejszy jest jego pozostały odcinek, łączący Kalinko ze zbiornikami i przepompownią na Chojnach. Ma on bowiem średnicę aż 2,20 metra.
Wydajność w czasach największego poboru
W chwili oddania do użytku Zalew Sulejowski był największym akwenem w środkowej Polsce. W 1977 roku Wodociąg Sulejowski osiągnął zdolność produkcyjną blisko 258 tys. m³ wody na dobę – była to największa zdolność produkcyjna jednego systemu wodociągowego w historii wodociągów łódzkich nie osiągnięta nigdy potem. Dla porównania, stanowiła ona niemalże 2,5-krotność obecnej produkcji ZWiK Sp. z o.o. Natomiast w tamtych czasach zużycie wody w Łodzi było tak wielkie, że planowano wybudowanie jeszcze drugiej nitki Wodociągu Sulejów-Łódź, która mogła podwoić jego możliwości produkcyjne. W związku z upadkiem przemysłu lekkiego Łodzi inwestycji zaniechano.

## Przyroda
Zalew Sulejowski znajduje się w granicach Sulejowskiego Parku Krajobrazowego, który należy do zespołu Nadpilicznych Parków Krajobrazowych.
Zbiornik posiada wyznaczone strefy ochronne:
- bezpośrednią, obejmującą ujęcie wody w Bronisławowie
- pośrednią, obejmującą pas wokół zbiornika o szerokości 400 m od linii brzegowej.

W zalewie Sulejowskim występuje wiele gatunków ryb, dominujące to: płoć, leszcz, karp, amur, krąp, okoń, sum, sandacz i szczupak.

## Charakterystyka
Podstawowe parametry Zalewu Sulejowskiego:
- długość 17,1 km,
- maksymalna szerokość 2,1 km,
- średnia szerokość 1,5 km,
- średnia głębokość 3,3 m,
- maksymalna głębokość 11 m,
- długość linii brzegowej 58 km,
- powierzchnia ok. 27 km²,
- pojemność użytkowa 61 mln m³
- pojemność maksymalna 75 mln m³
- powierzchnia zlewni 4900 km².

## Turystyka
Oprócz funkcji retencyjnej i energetycznej zbiornik wykorzystywany jest do hodowli ryb, ochrony przeciwpowodziowej oraz do celów rekreacyjnych. Umożliwia uprawianie sportów wodnych, głównie żeglarstwa, kajakarstwa i windsurfingu. W związku z faktem, że obiekt jest celem weekendowych wycieczek wielu mieszkańców Łodzi i Warszawy nad Zalewem powstały liczne ośrodki wypoczynkowe i kilka portów jachtowych. W ostatnich latach przekształcono kilka z nich w centra szkoleniowe dla większych firm. Na nabrzeżu od strony Tomaszowa Mazowieckiego, nieopodal tamy oddzielającej zbiornik od Pilicy, istnieje kilkusetmetrowe betonowe molo. W ciągu kilku następnych lat zostanie ono zmodernizowane w ramach projektu przygotowanego przez Gminę Tomaszów Mazowiecki i Regionalny Zarząd Gospodarki Wodnej. Inwestycje oszacowano na 7,2 mln złotych z czego 4,7 miliona pozyskano ze środków unijnych.

## Wykorzystanie militarne
Przez cały rok Zalew Sulejowski jest miejscem organizowanych tu ćwiczeń Wojska Polskiego i służb ratowniczych. Na akwenie regularnie szkoli się mająca swój sztab w pobliskim Tomaszowie – 25 Brygada Kawalerii Powietrznej, jak również łódzkie Wojska Obrony Terytorialnej.

## W kulturze popularnej
Kręcono tutaj scenę zabójstwa (eksplozja samolotu), jednego z bohaterów filmu „Trójkąt bermudzki” w reżyserii Wojciecha Wójcika.
W filmie "Hubal" jest scena spalenia wsi Swolszewice Błota, wysiedlonej podczas budowy zalewu, ten obszar został zalany. Źródło: http://tropem-hubala.blogspot.com/2018/09/gdzie-krecono-film-hubal.html
Nad Zalewem Sulejowskim nagrywany był również teledysk do piosenki Artura Andrusa pt. Królowa nadbałtyckich raf.

## Katastrofa lotnicza z 1982 roku
W lutym 1982 o tamę na Zalewie rozbił się samolot wojskowy Iskra. Pilot zdążył się katapultować i wylądował w pobliskim porcie. Zginął w 2008 roku w katastrofie samolotu wojskowego CASA w Mirosławcu.

## Galeria

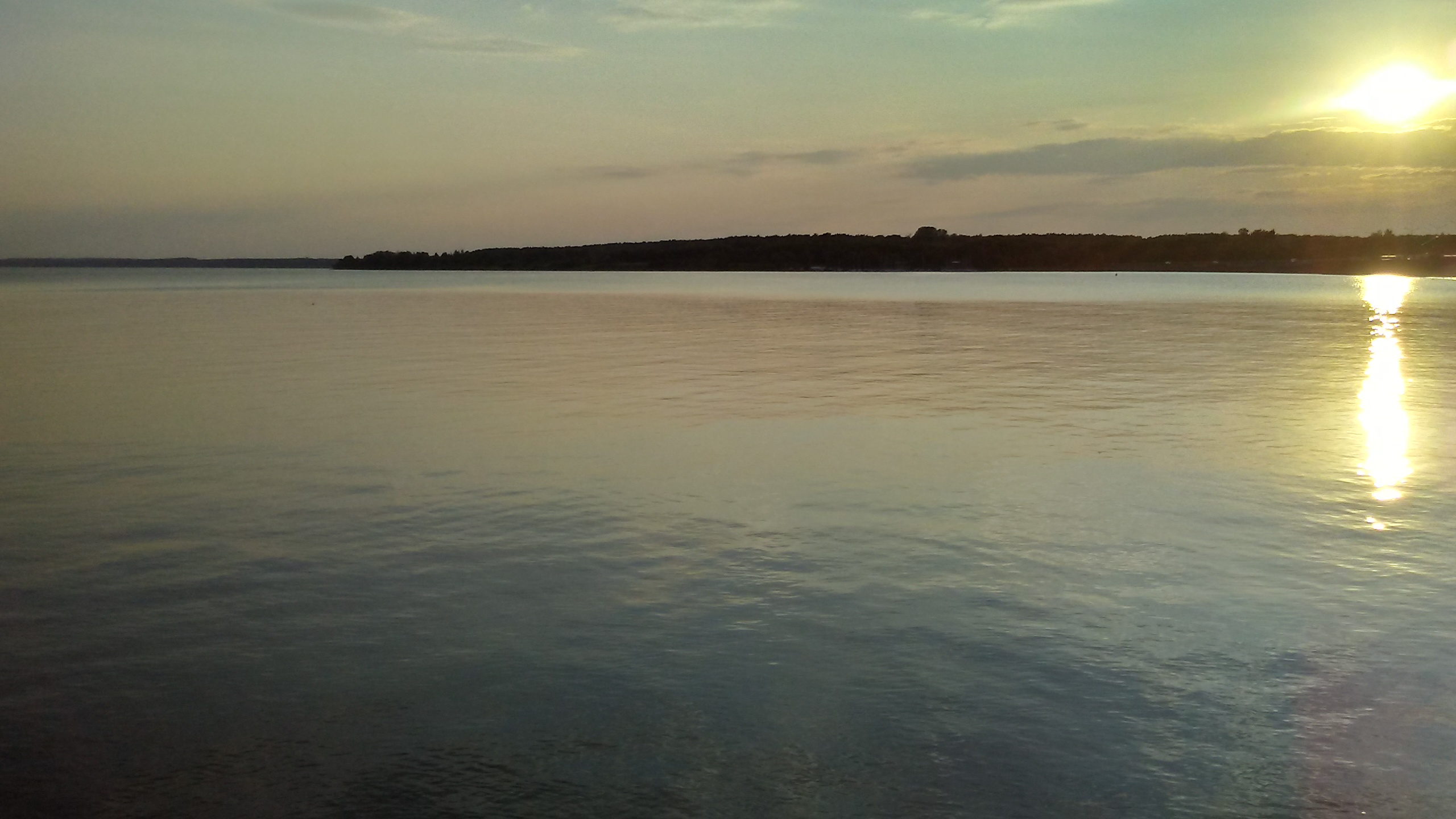
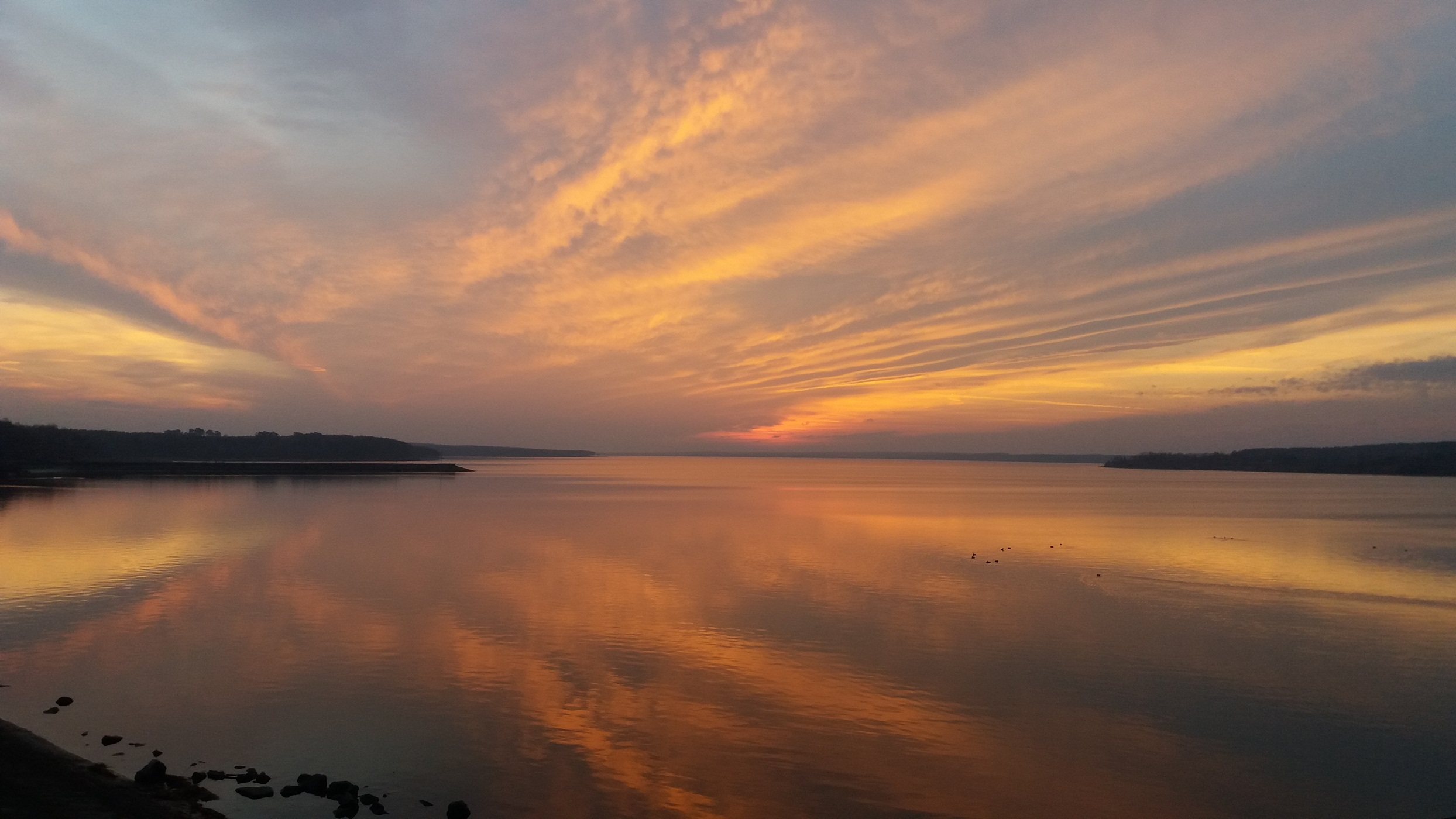
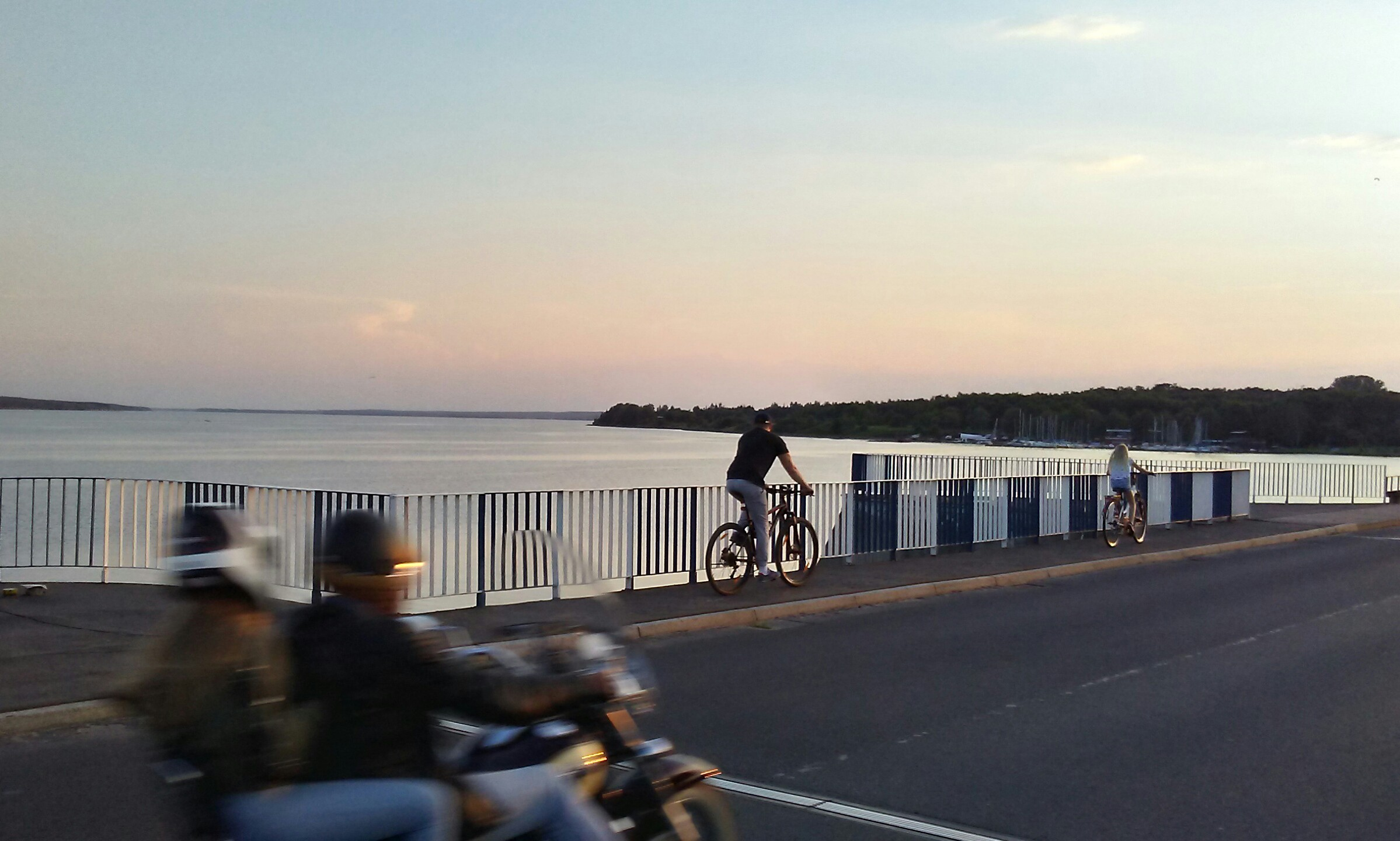
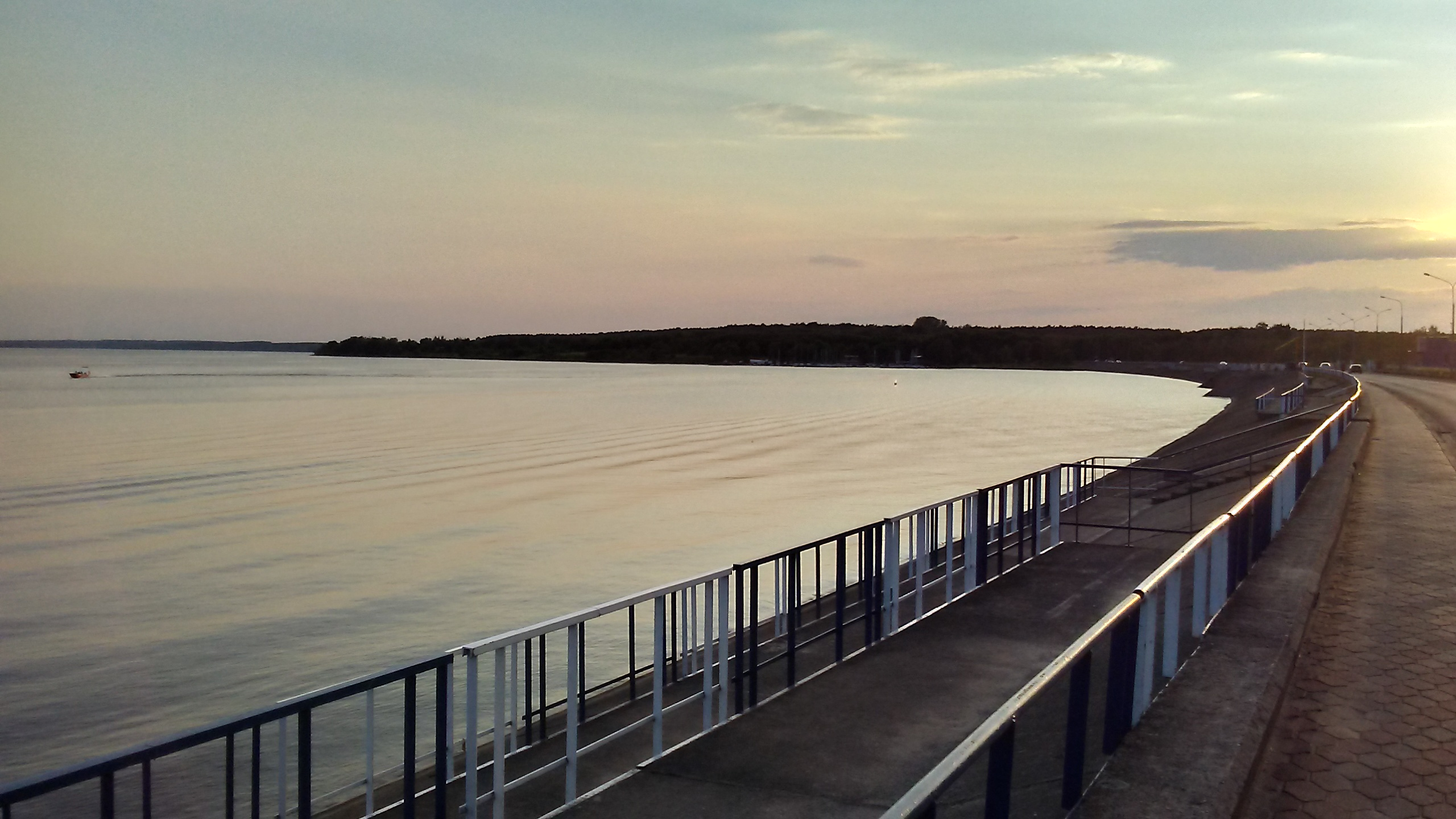
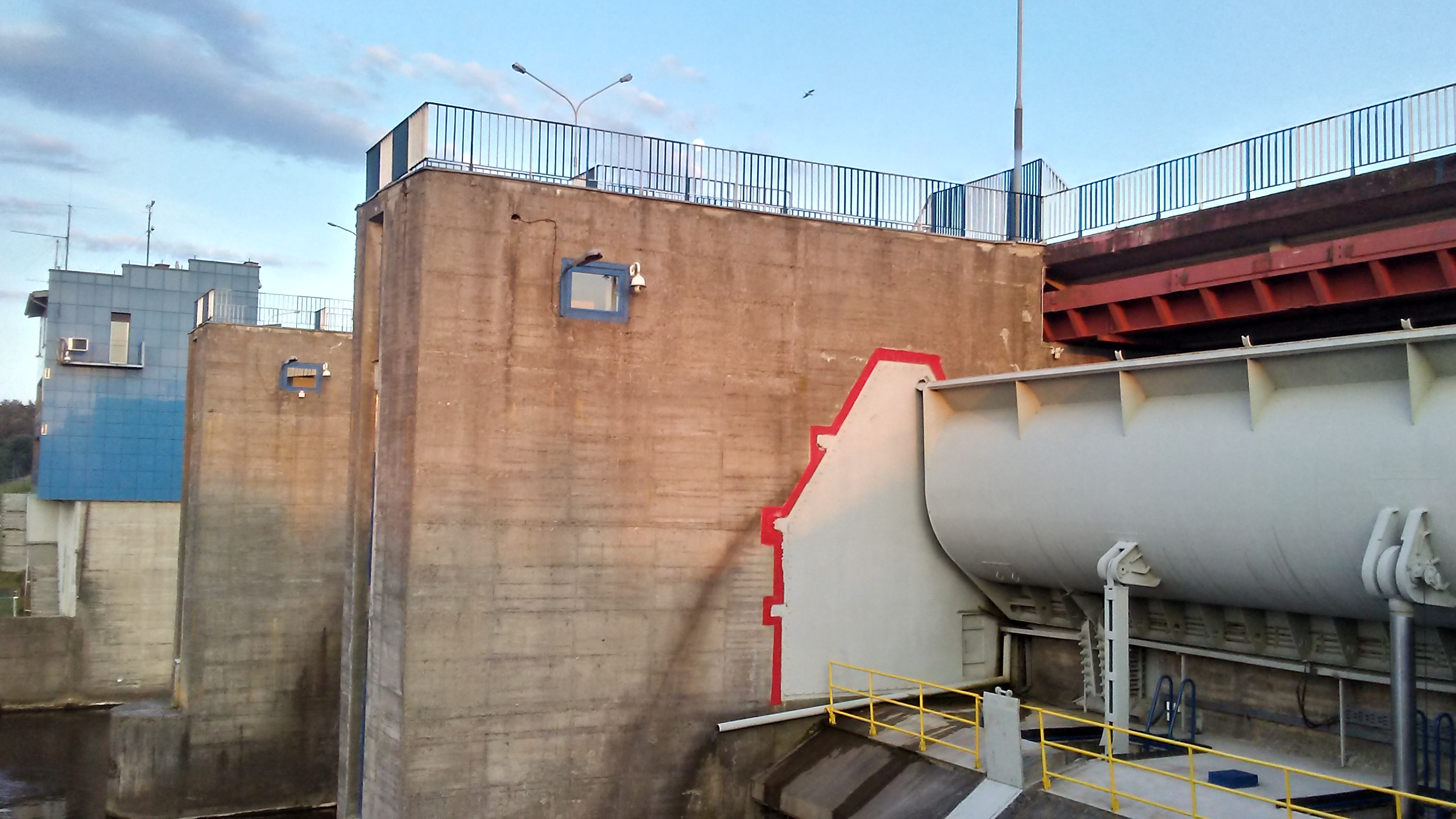
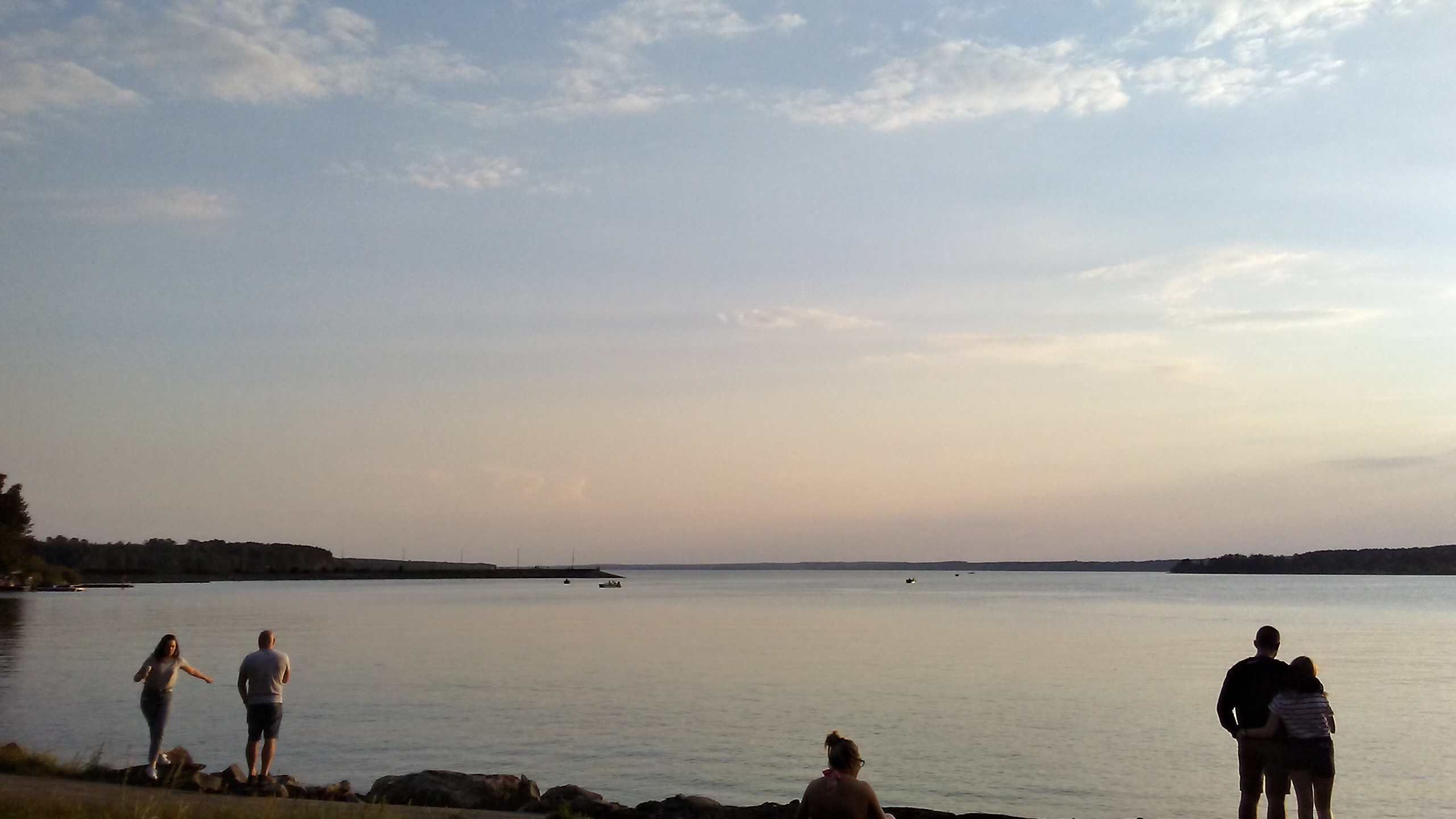
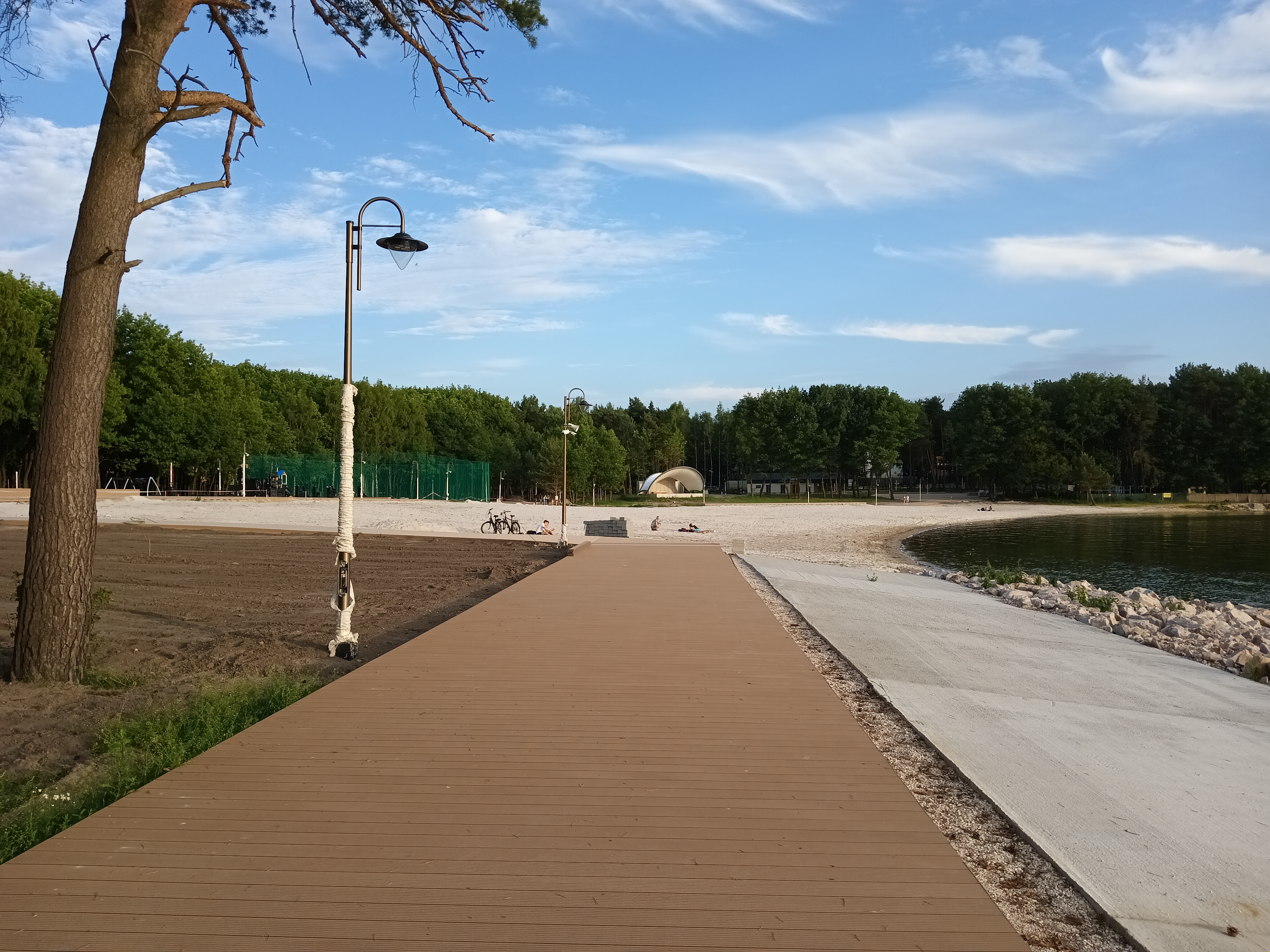
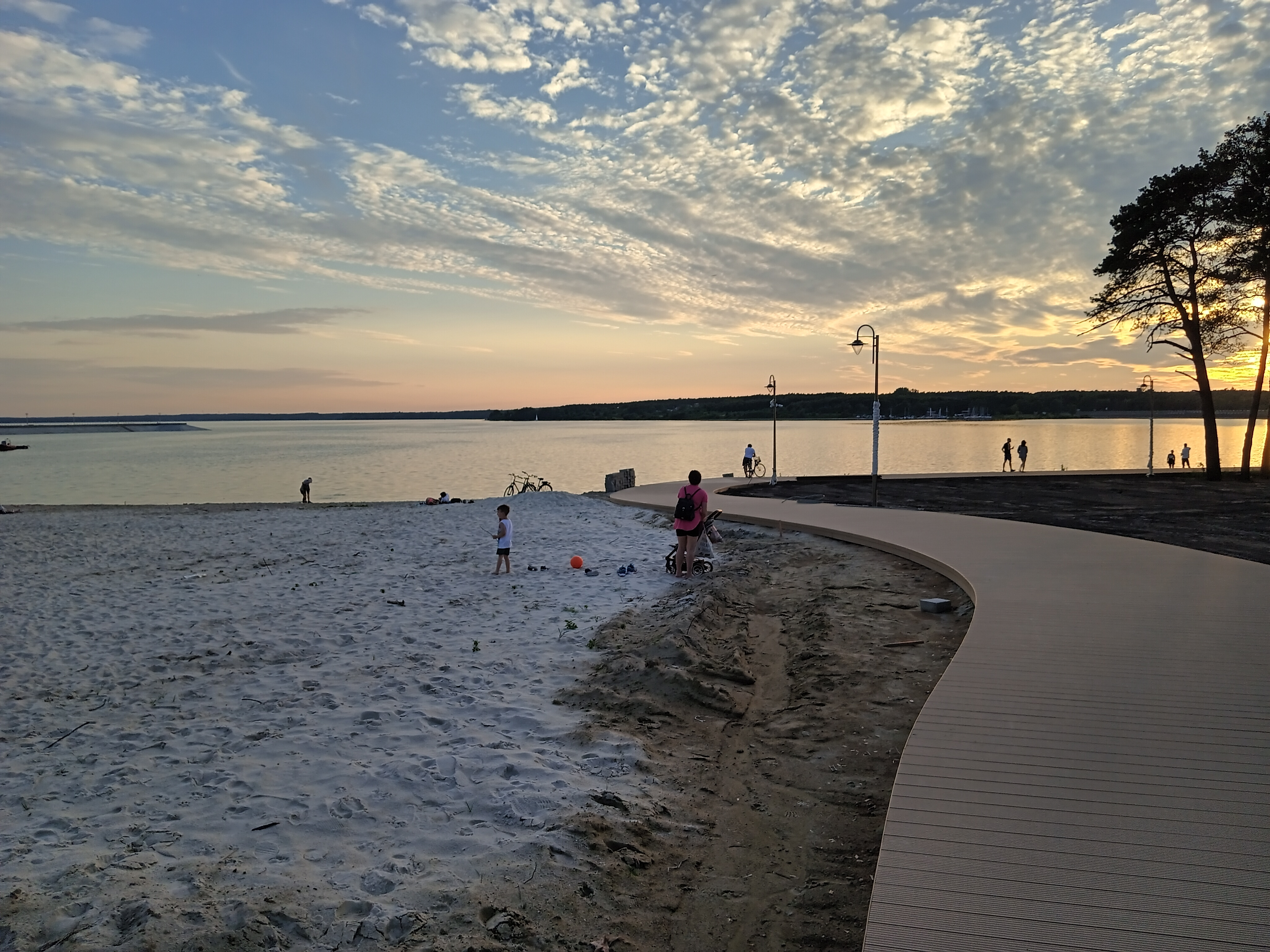
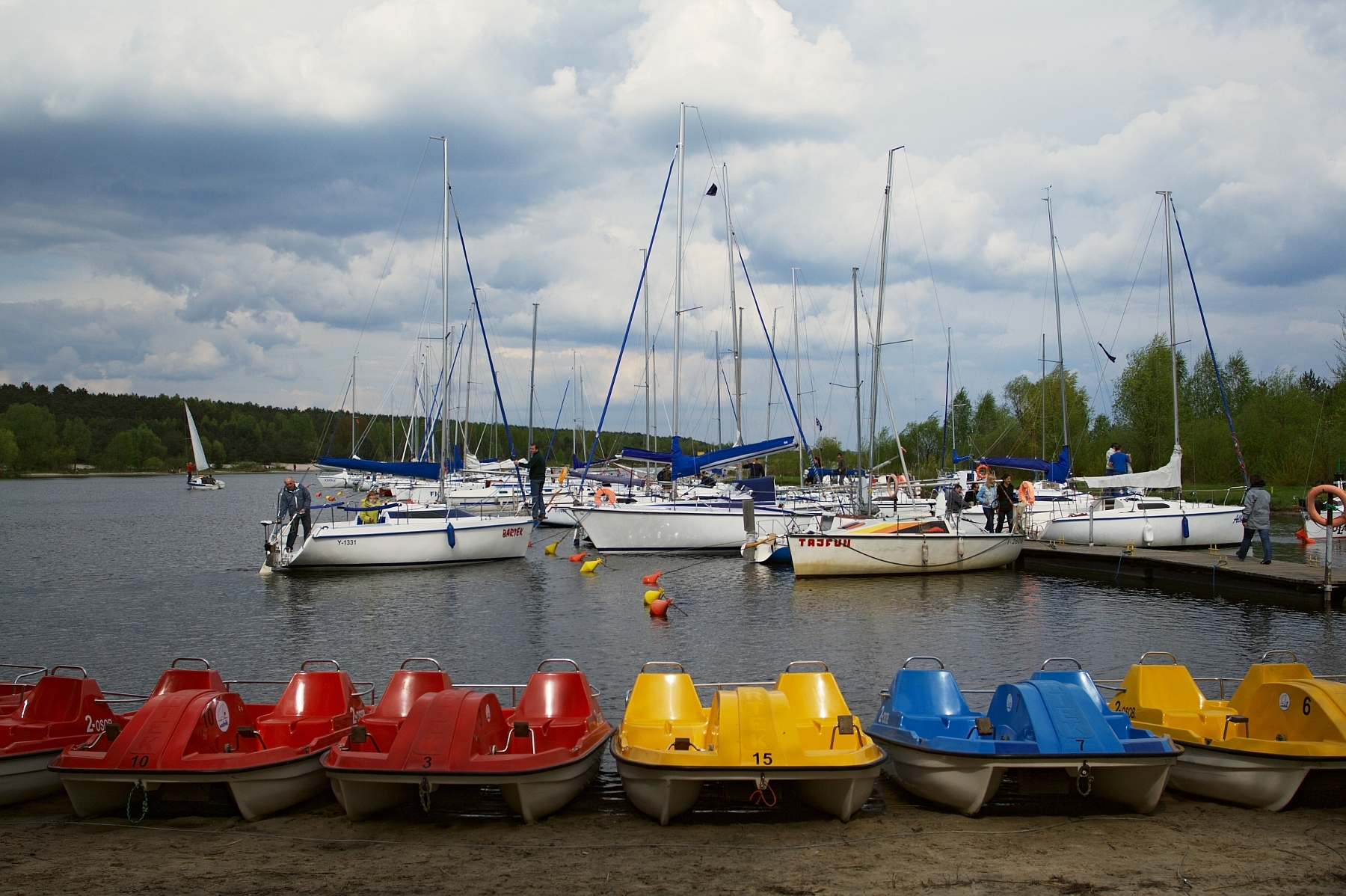
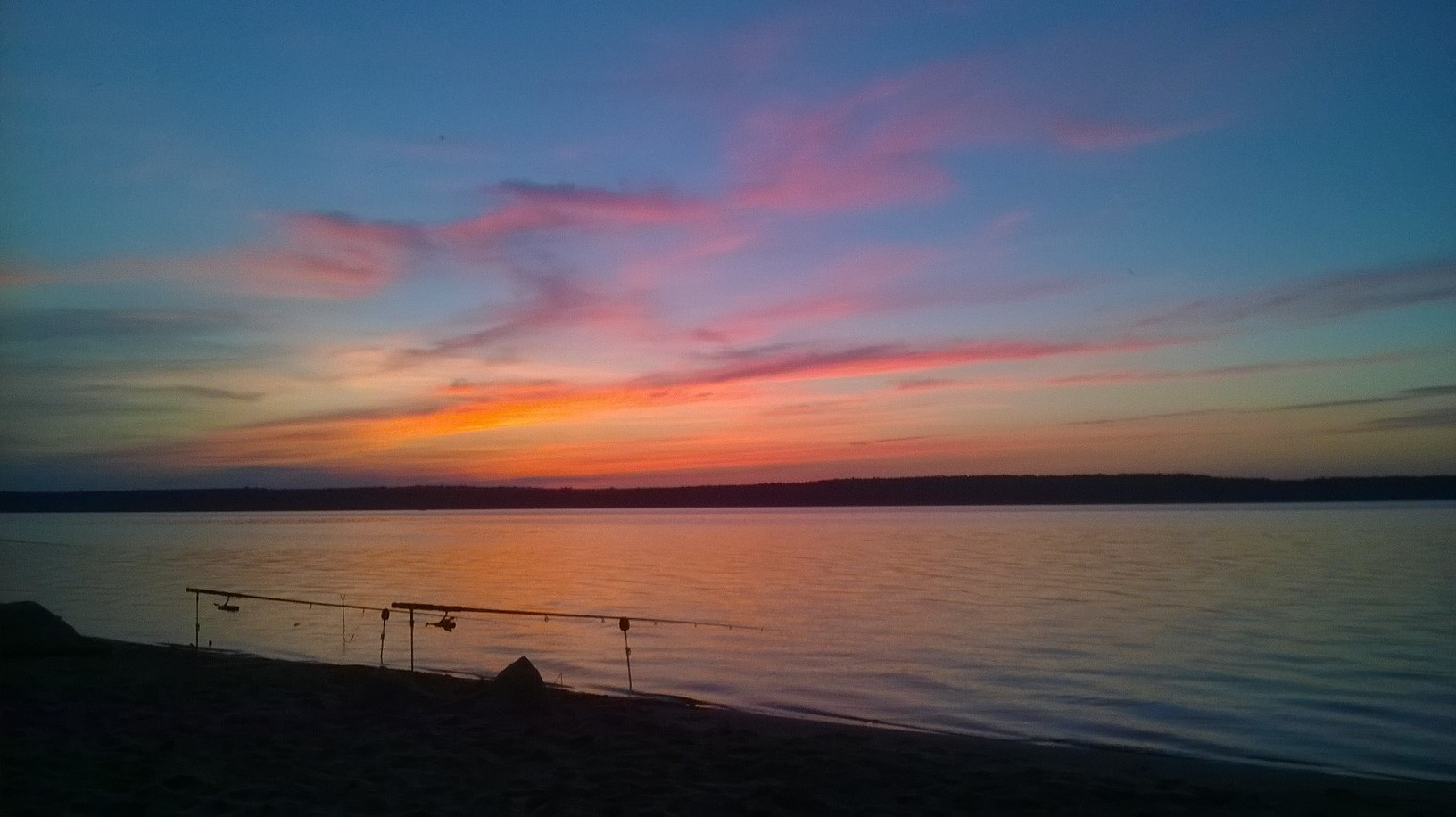
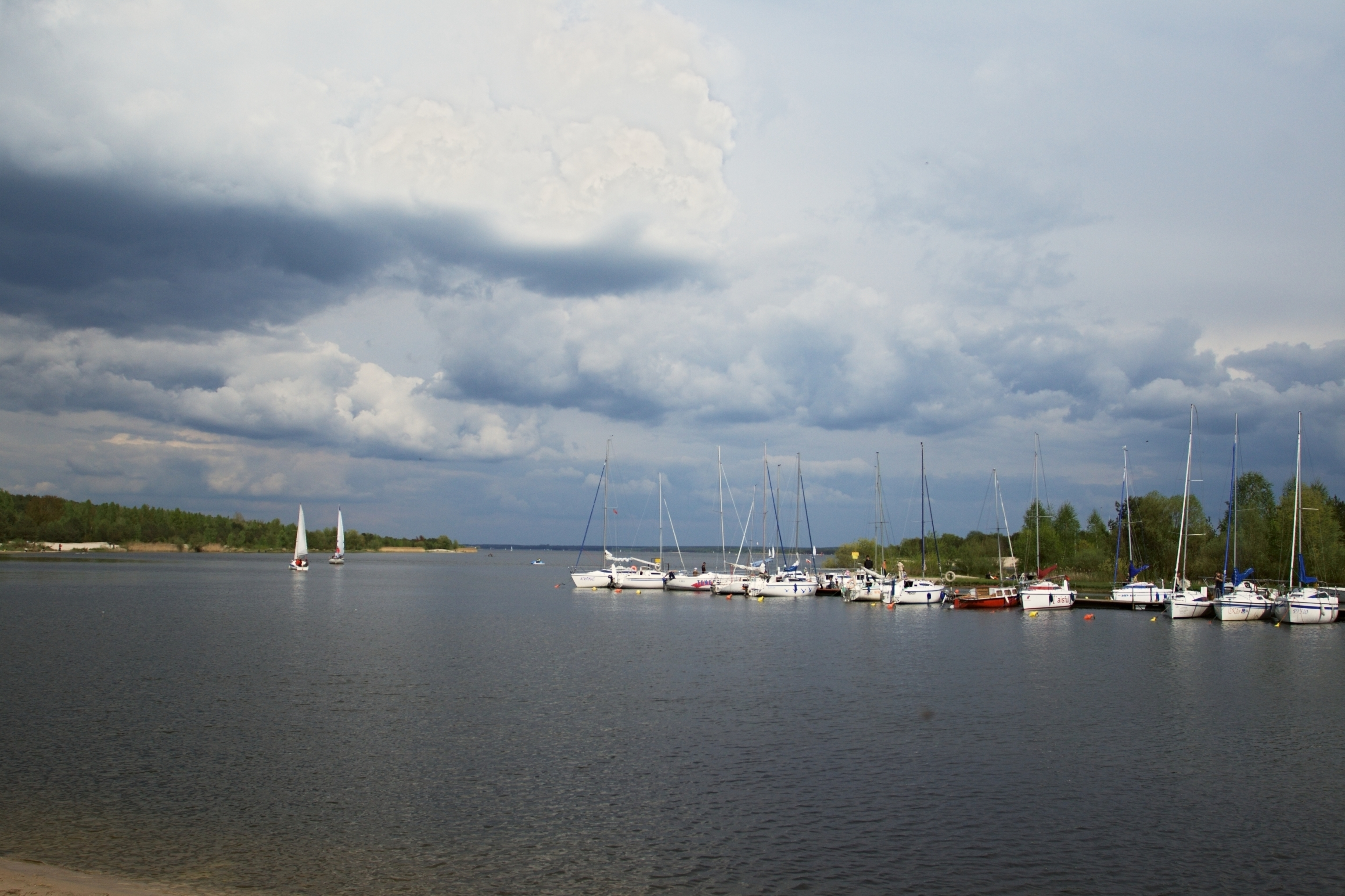
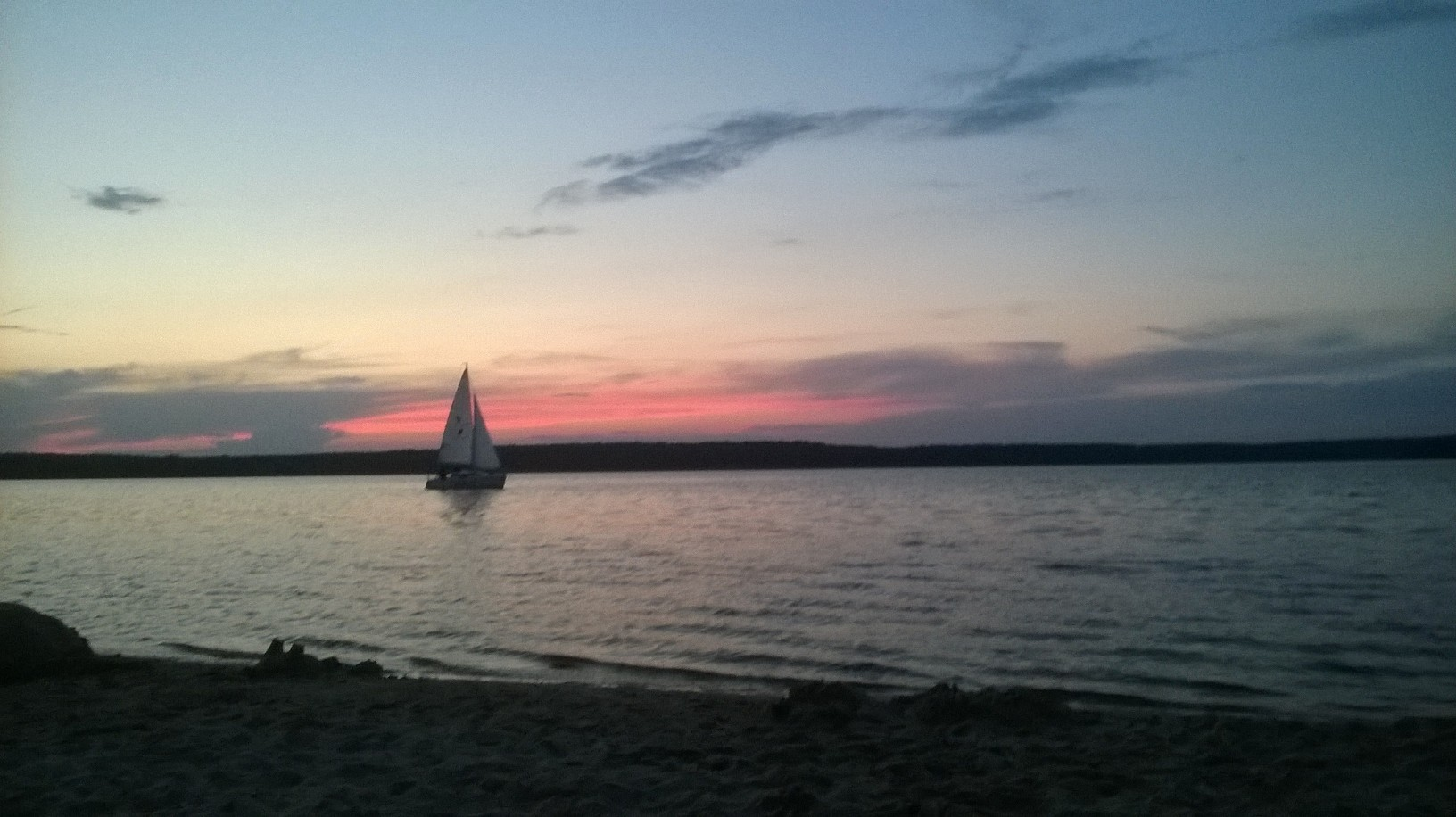
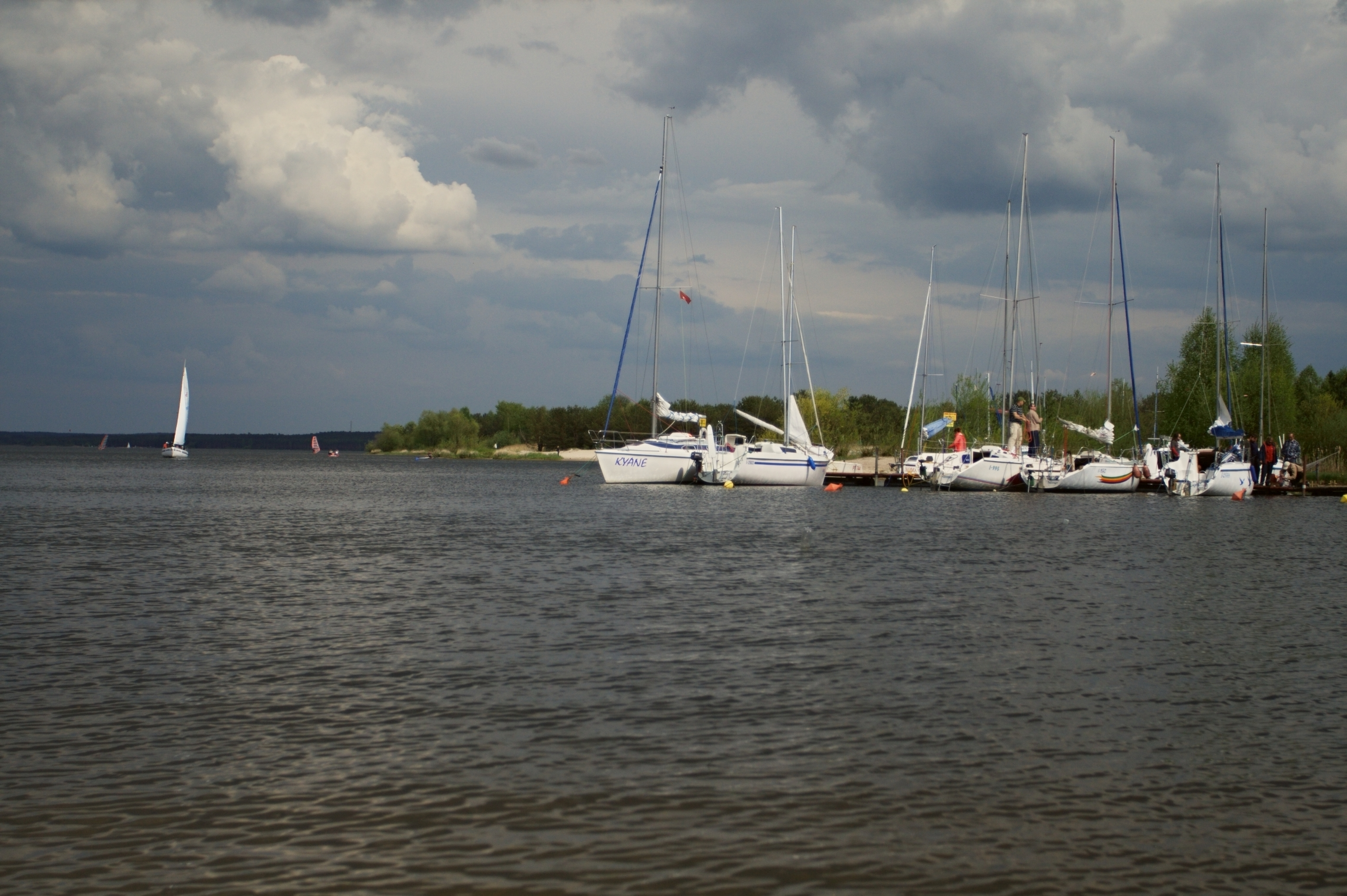
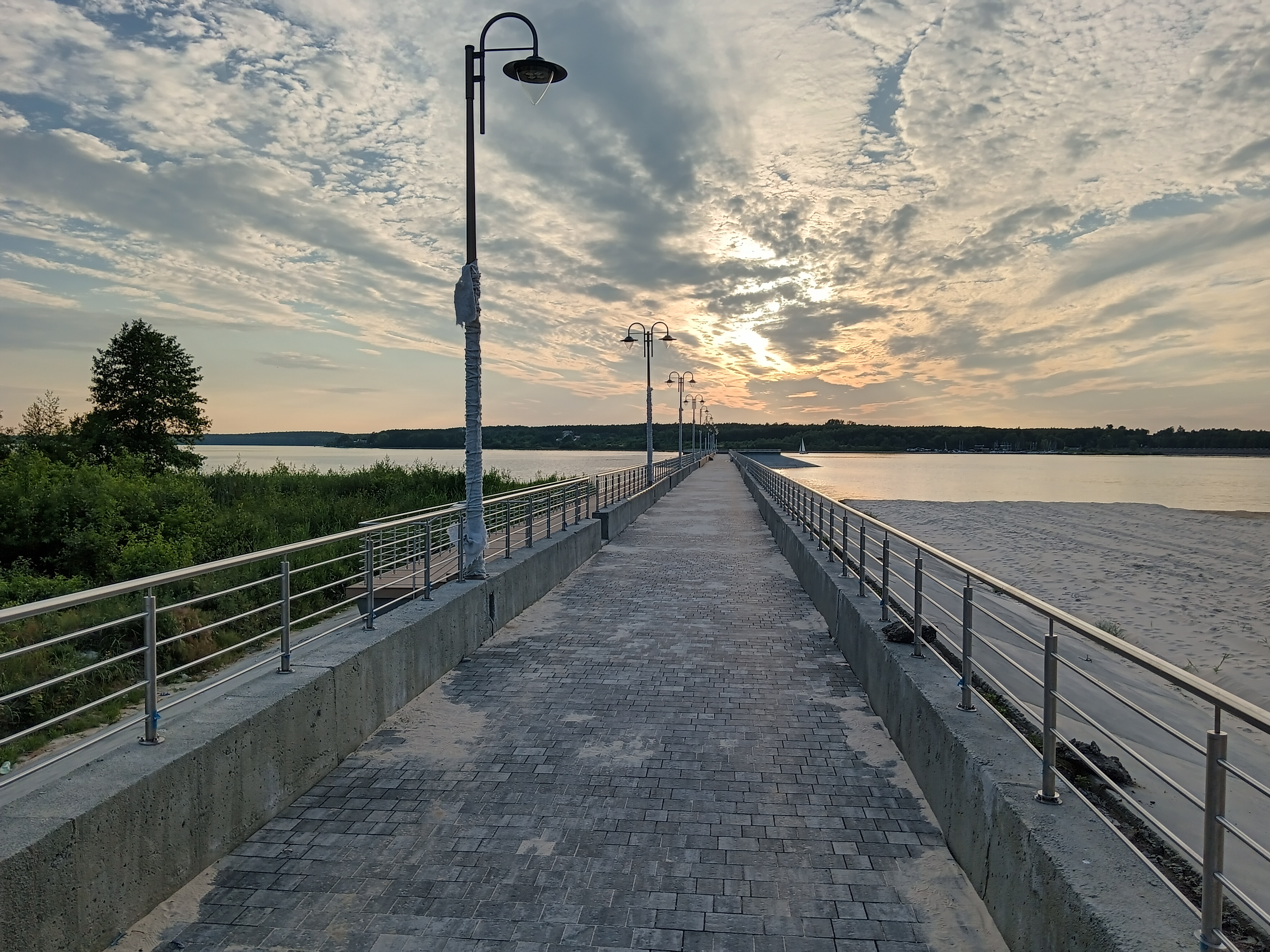
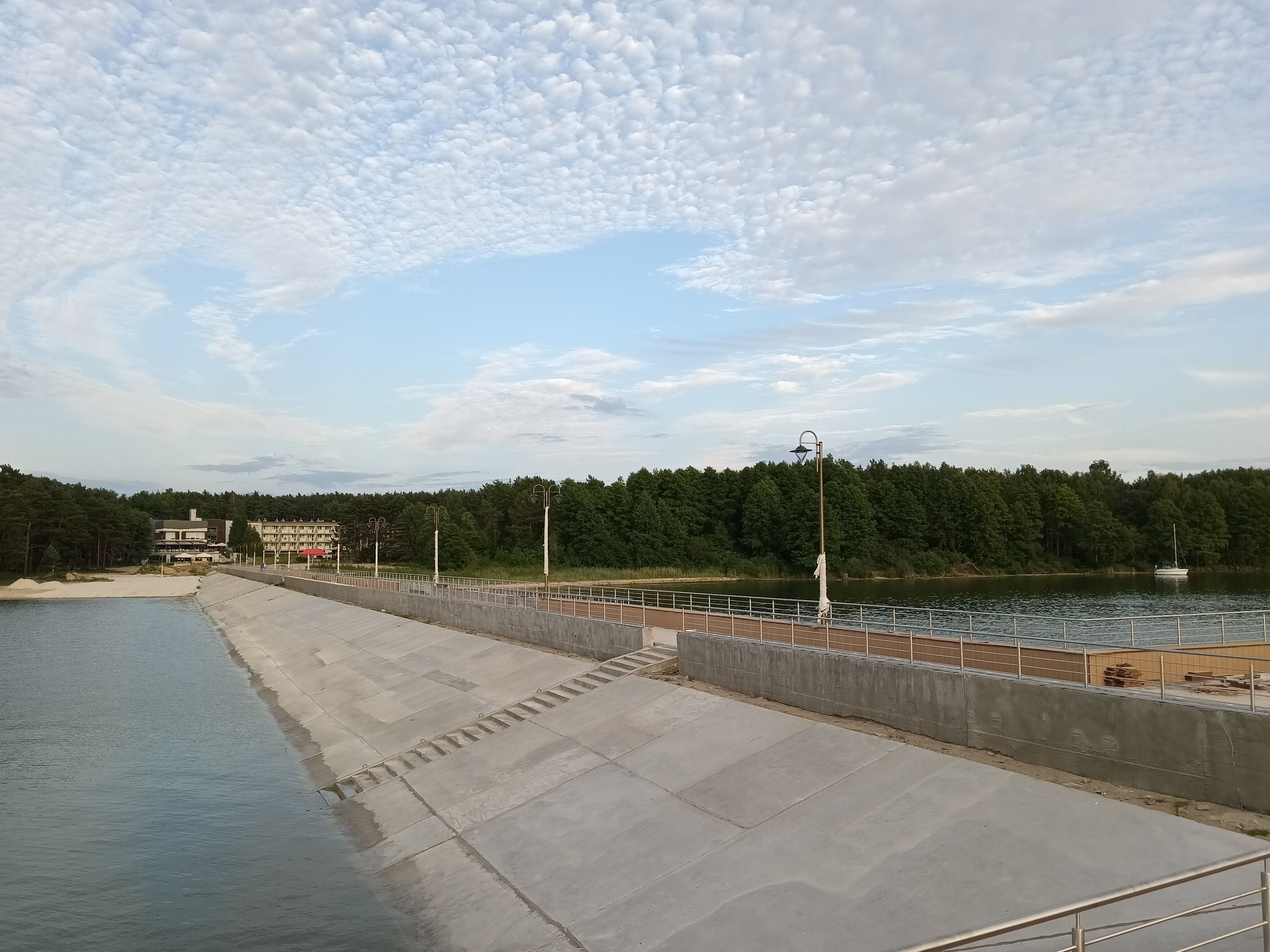
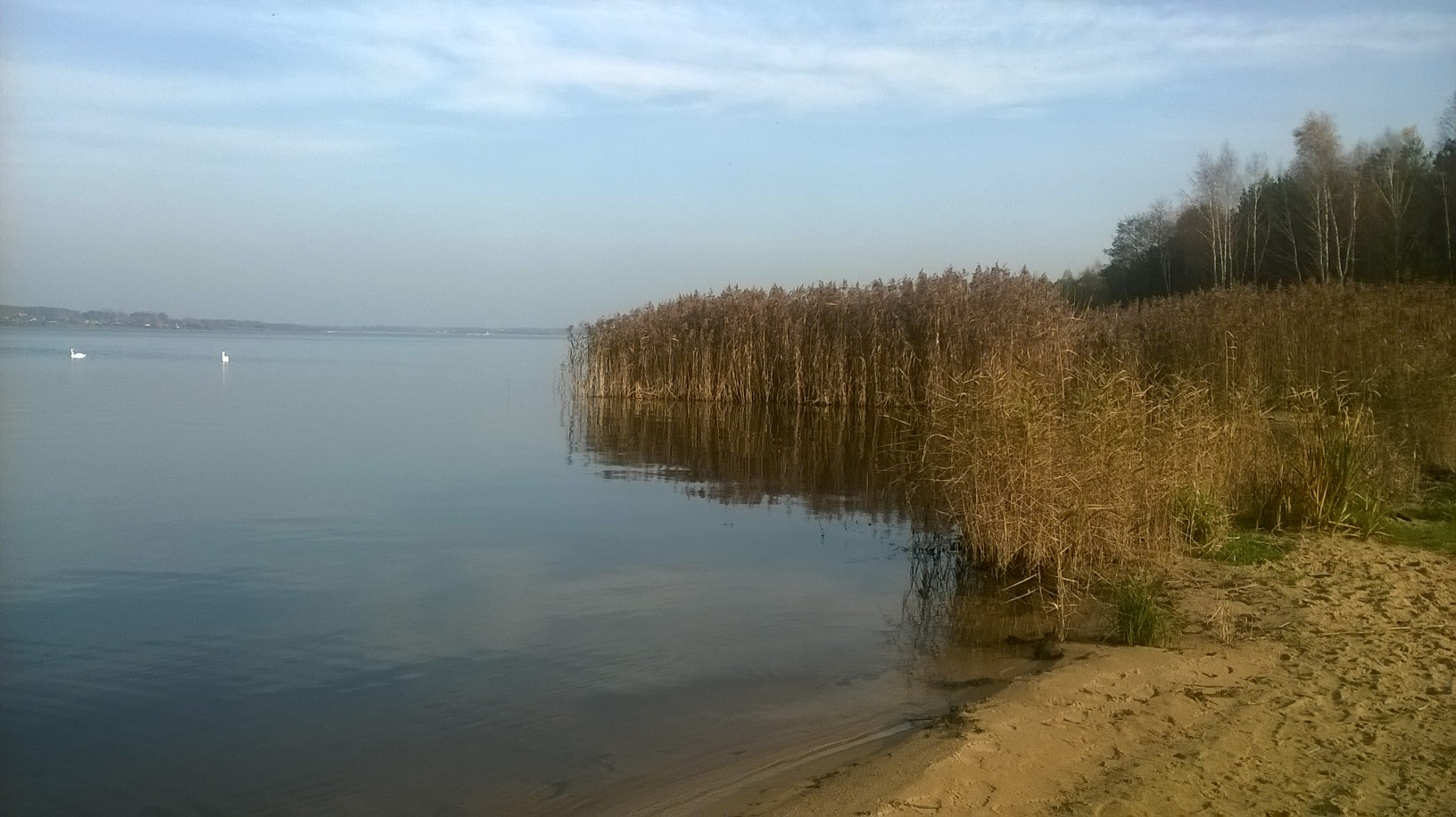
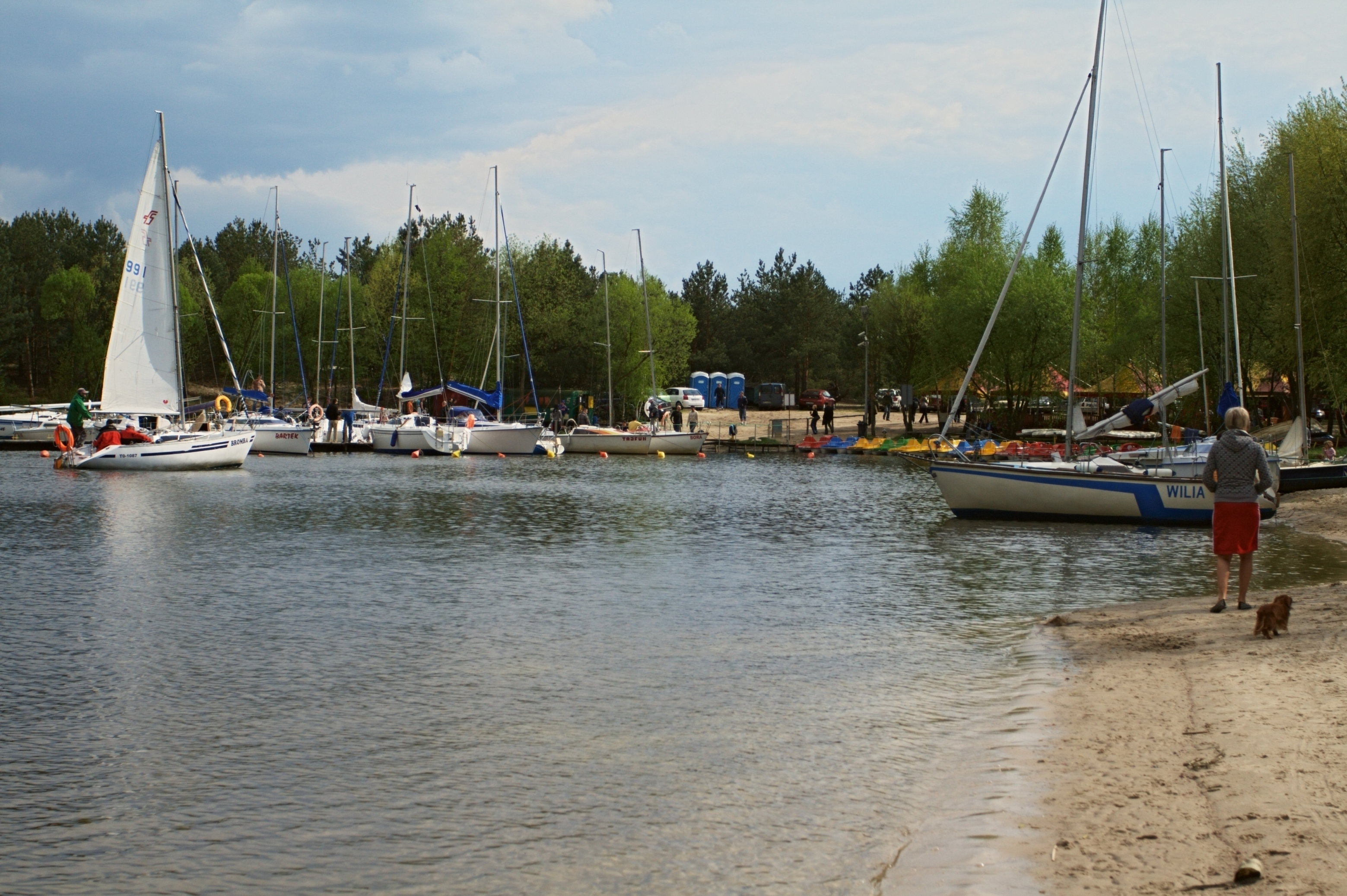
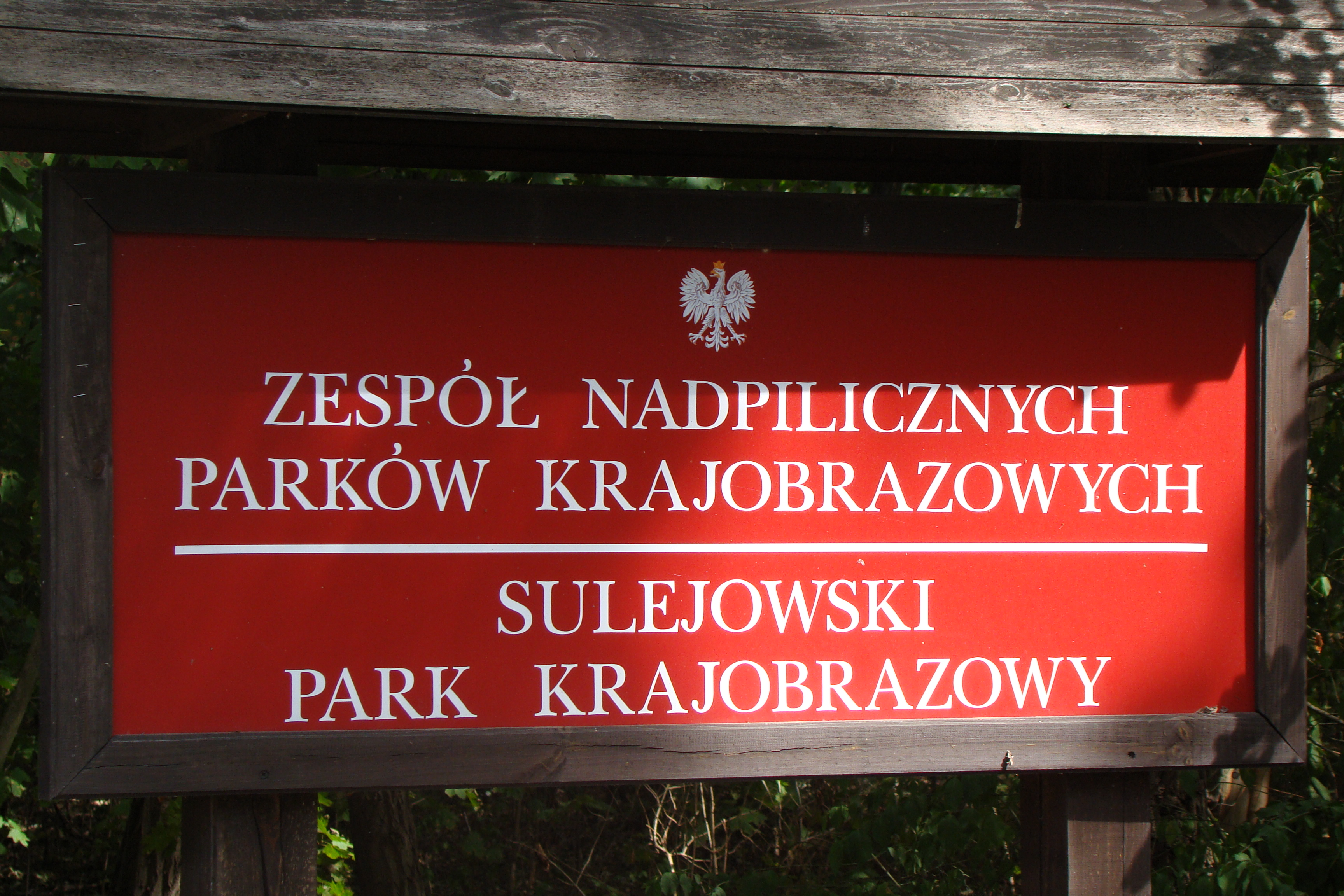